# Steve Cavanagh
Steve Cavanagh es un abogado y escritor irlandés de thrillers nacido en Belfast, Irlanda del Norte donde reside. Se licenció en derecho en Dublín, Irlanda y en 2015 publicó su primer libro en el que aparece por primera vez el personaje de Eddie Flynn, un abogado defensor, antiguo timador, que ejerce en Nueva York.

## Obras
Serie Eddie Flynn
- The Cross (Eddie Flynn #0.5), 2015 (precuela)
- The Defence (Eddie Flynn #1), 2015
- The Plea (Eddie Flynn #2), 2016
- The Liar (Eddie Flynn #3), 2017
- Thirteen (Eddie Flynn #4), 2018 (Hay edición castellana: 13, Barcelona, Roca Editorial, 2019, ISBN 978-84-17541-16-3)
- Fifty-Fifty (Eddie Flynn #5), 2020 (En español: Cincuenta-cincuenta)
- The Devil's Advocate (Eddie Flynn #6), 2021 (En español: El abogado del diablo)
- The Accomplice (Eddie Flynn #7), 2022

Otras
- Scorpion (Group Fifteen #1), 2017 (con Mark Dawson)
- Twisted, 2019